# 埃爾紹
埃尔绍（德語：Elsau）是瑞士联邦苏黎世州温特图尔区的市镇。该市镇面积为8.06平方千米，海拔高度498米，2018年12月31日人口数为3,660。

## 外部連結
- 埃尔绍官方网站 （页面存档备份，存于） （德文）